# Ente tabacchi italiani
Ente tabacchi italiani - ETI S.p.A. era un'azienda pubblica italiana operante nel settore dei tabacchi.

## Storia
Inizialmente fondata come ente pubblico con il d.lgs. 9 luglio 1998 n. 283, con sede a Roma, eredita dall'Amministrazione autonoma dei monopoli di Stato la produzione e la commercializzazione di sali e tabacchi. Pertanto, entra in possesso del 100% di Azienda tabacchi italiani insieme alle sue 18 manifatture e 4 saline. È stato successivamente trasformato in società per azioni in data 19 luglio 2000.
Nel 2001 ha prodotto 45 milioni di kg di sigarette, di cui 13.200.000 per Philip Morris, e 540 tonnellate di sigari, attraverso 16 manifatture di sigarette e 2 manifatture di sigari, raggiungendo un Ebitda di 146 milioni e un Ebit di 118 milioni.
Durante la gestione Eti, a fronte di una sovracapacità produttiva, viene attuato un importante piano di ristrutturazione che ha portato alla chiusura di 11 stabilimenti, eliminando le manifatture obsolete e di piccole dimensioni, rimanendo con solo 7 impianti operativi, passando dai 7.111 dipendenti del 2000 ai 2.100 del 2003.
Eti decise anche di uscire dal settore Sali, cedendo Atisale.
Al fine di rilanciare il brand MS, inizia la sponsorizzazione con la scuderia Aprilia Racing.
Per il 2002, il fatturato si è attestato su circa 610 milioni di euro e 92 milioni di utile ante imposte.
Nel 2004 è stato privatizzato attraverso un'asta, vinta dalla BAT, British American Tobacco, al prezzo di 2.325 milioni di euro, definito dalla Corte dei Conti nel 2013 come il più grande investimento mai fatto in Italia da una società internazionale.
Da allora ha cambiato nome in British American Tobacco Italia.
Bat Italia cederà a terzi 3 manifatture, mentre dismetterà le altre 4, cessando la produzione in Italia: l'ultima sigaretta realizzata sul territorio nazionale è stata registrata a Lecce il 1º gennaio 2011, prima della delocalizzazione in Romania.

## I marchi
Eti era proprietaria dei marchi: MS, Nazionali, Sax, Lido, Linda, Eura, Stop, Futura, Alfa e del Sigaro toscano. Affidava la distribuzione dei tabacchi lavorati ad Etinera S.p.A., società controllata e partecipava Azienda tabacchi italiani S.p.A. e Terzia S.p.A.
Era licenziataria per la produzione in Italia delle sigarette Philip Morris, un accordo che sviluppava il 60% del fatturato di Eti ed il 20% dell'Ebitda.

## Stabilimenti
Attualmente sono ancora in produzione gli impianti di Chiaravalle (Manifattura italiana tabacco), Lucca e Cava dei Tirreni (Manifattura Sigaro Toscano), a cui si aggiunge quello nato nel 2007 a Settimo Torinese (costruito da Yesmoke).